# Even stil
Even stil is een nummer van de Nederlandse rapper Brainpower uit 2005. Het is de tweede single van zijn gelijknamige derde studioalbum.
"Even stil" gaat over de twee minuten stilte tijdens de Nationale Dodenherdenking op 4 mei. Het refrein bevat een sample van Niets dan dit van BLØF. Het nummer haalde het 12e positie in de Nederlandse Top 40.